# 哈里·霍普曼
哈里·霍普曼（英語：Harry Hopman，1906年8月12日—1985年12月27日），男，澳大利亚网球运动员。他曾获得澳大利亚网球公开赛男子双打冠军、混合双打冠军、美国网球公开赛混合双打冠军。